# Léon Bollée
Léon Bollée is een historisch merk van automobielen en motorfietsen uit het Franse Le Mans.
De bedrijfsnaam was Léon Bollée Société des Voiturettes Automobiles. 
Dit was een Franse fabrikant van tricars, die in 1895 een patent op een door hem ontworpen voertuig kreeg, dat hij Voiturette noemde. Hij had 50 van deze machines gebouwd nadat hij van zijn arts het verbod had gekregen zijn vélocipède te gebruiken. 
Léon Bollée (1870-1913) was een zoon van de fabrikant van stoomvrachtauto’s Amédée Bollée (1844-1917) en werkte samen met zijn broer Camille (1867-1926). Een door hemzelf ontworpen 650cc-eencilinderviertakt dreef de machine aan. Het wegrijden gebeurde door het achterwiel naar achteren te trekken, waardoor er spanning op de aandrijfriem kwam en de machine vertrok. 
In de tijd dat nog niet duidelijk was of men voor drie of vier wielen moest kiezen was de Léon Bollée-driewieler een succes. De voorbereiding voor een rit duurde echter zeker een half uur, en een gebrek aan modernisering deed het merk als fabrikant van tricars uiteindelijk de das om. Als autofabrikant bleef Léon Bollée echter lang succesvol.